# انفجار آبان ۱۳۹۵ سامرا
ایجاد انفجار آبان ۱۳۹۵ سامرا انفجاری است که در پایانهٔ مسافربری در سامرا روی داد و ۱۰ کشته و چندین مجروح برجا گذاشت. زائران در حال پیاده شدن از اتوبوس در پارکینگ سامرا بودند که همزمان آمبولانس حامل عامل انتحاری به طرف آنها حرکت و پس از انفجار، منجر به مرگ زائران ایرانی شد. پس از این انفجار، به دست نیروهای امنیتی رفت‌وآمد در سامراء را ممنوع شد.